# 卡姆扎
卡姆扎是阿爾巴尼亞中部地拉那州的一个市镇，2015年地方政府改革时成立，由原两个市镇合并而成，原两个市镇则成为新市镇的行政分区。行政中心为卡姆扎镇。市镇面积为37.20平方公里，人口数量为104,190人（2011年）。合并前的卡姆扎市镇在2011年的人口数量为66,841人。